# Chrysostomus Forchner
Chrysostomus Forchner (* 21. Januar 1721 in Dietenheim; † 13. November 1791 in Dietenheim) war ein Maler des oberschwäbischen Barock.

## Leben

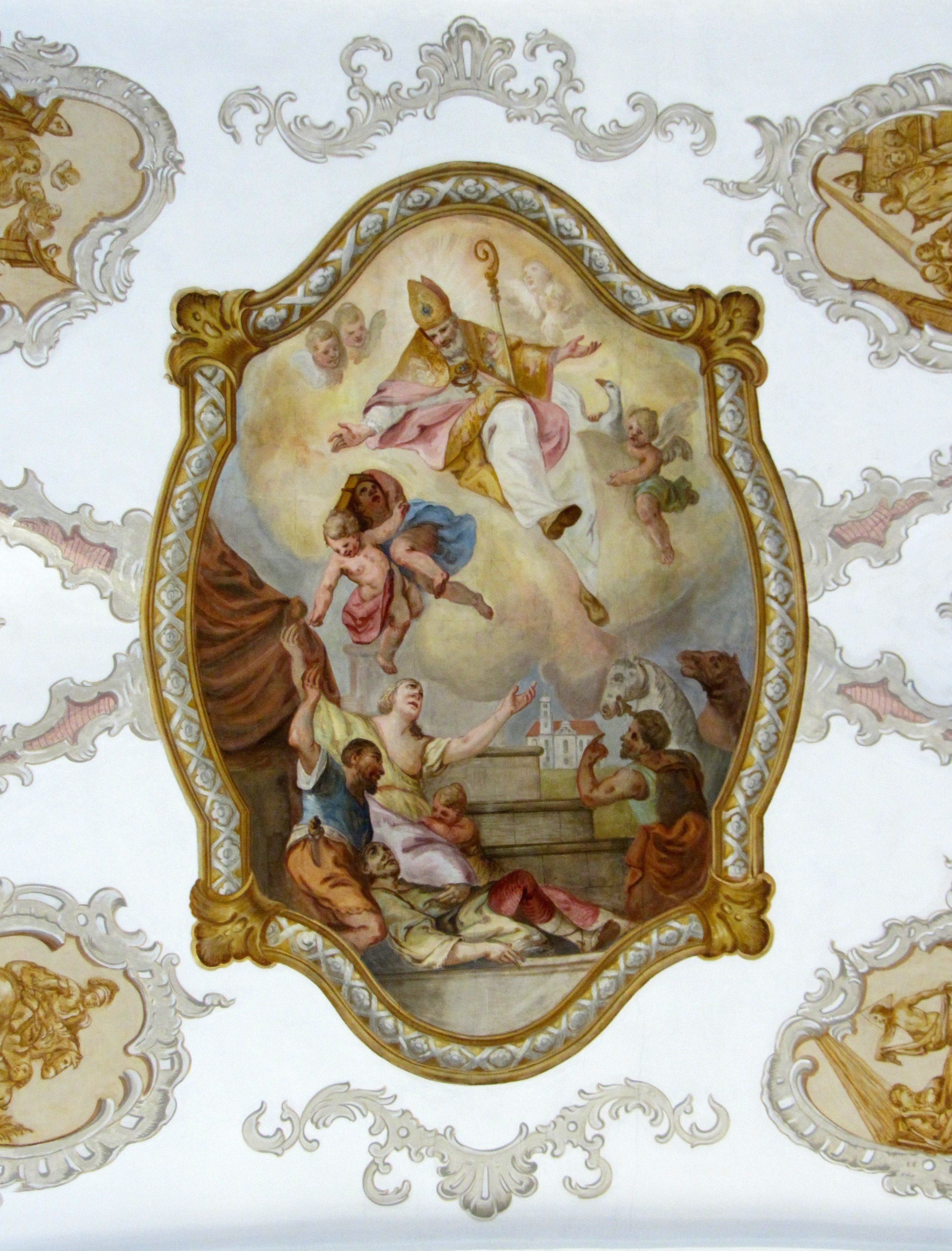
Forchner Fresko in St. Martin in Tannheim 2012

Chrysostomus Forchner war der um vier Jahre jüngere Bruder des vermutlich an der Augsburger Reichsstädtischen Akademie von Johann Georg Bergmüller ausgebildeten Barockmalers Franz Xaver Forchner. Die Brüder hatten eine gemeinsame Werkstatt in Muttensweiler. Nach Beendigung des Auftrages in Muttensweiler und dem Tod des Bruders 1751 musste Chrysostomus die gemeinsame Werkstatt schließen. Nach den Hungerjahren von 1770/71 waren in Schwaben schlechte Zeiten für Künstler angebrochen. Die kirchlichen Aufträge für Barockmaler versiegten.
Forchner überlebte seinen älteren Bruder Franz Xaver um vierzig Jahre und starb 1791. Das im Dietenheimer Pfarrarchiv vorhandene Sterbebuch beschreibt, dass Chrysostomus Forchner sein Leben in extremer Armut und Krankheit beendete.

## Werke
Chrysostomus Forchner freskierte unter anderem in folgenden Kirchen und Kapellen:
- St. Jakobus Muttensweiler, 1751
- St Urban Reinstetten
- Annakapelle Dietenheim
- Kreuzkapelle Dietenheim
- St. Martin Tannheim, 1766